# Distinzione formale

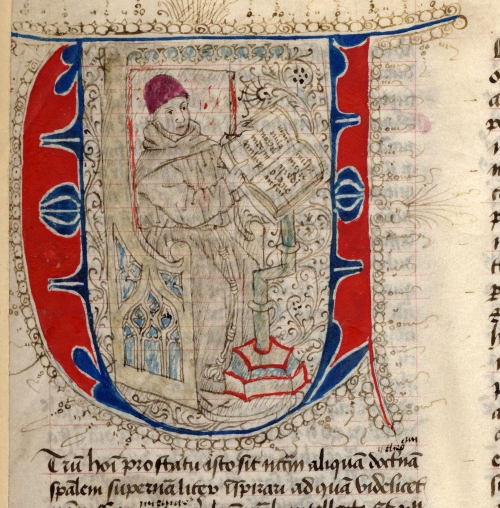
Miniatura ritraente Duns Scoto

Nella metafisica scolastica, una distinzione formale è una distinzione logica tra ciò che è meramente concettuale e ciò che è completamente reale o indipendente dalla mente. Fu introdotta da alcuni filosofi realisti del XIII secolo, in particolare, da Duns Scoto.

## Analisi
La necessità di una tale distinzione fu riconosciuta da Scoto, san Tommaso d'Aquino ed Enrico di Gand. Tommaso d'Aquino sosteneva che la differenza tra i concetti della mente umana sorge non solo al suo interno, ma trova anche un fondamento nella cosa pensata e reale (fundamentum in re). Enrico di Gand riteneva che esistesse una "distinzione intenzionale" (distintio intenzionalis) tale che le "intenzioni" (cioè i concetti) che si trovano distinti nella mente, corrispondono a cose che sono potenzialmente distinte nella realtà.
Scoto sosteneva una distinzione formale (distintio formalis a parte rei), che vale tra entità che sono inseparabili e indistinte nella realtà, ma le cui definizioni non sono identiche. Ad esempio, le proprietà delle tre divine Persone della Trinità sono formalmente distinte dall'essenza di Dio. Allo stesso modo, la distinzione tra la "questità" di una cosa e la sua esistenza è qualcosa di intermedia tra una distinzione reale e una concettuale. Esiste anche una distinzione formale tra gli attributi divini e le potenze dell'anima.
Guglielmo di Ockham era contrario all'idea e sosteneva che ogniqualvolta c'è una distinzione o una non-identità nella realtà, si possono fare due affermazioni contraddittorie che non possono essere veramente asserite, a meno che le realtà che rappresentano non siano: 
1. cose reali distinte
2. concetti distinti
3. una cosa e un concetto.

Se esistono tutti nella realtà, ricadono nel primo dei tre casi suddetti.